# الجريمة في الاتحاد السوفيتي
وفقًا للخبراء الغربيين، كانت عمليات السطو والقتل وجرائم العنف الأخرى في الاتحاد السوفييتي أقل انتشارًا مما كانت عليه في الولايات المتحدة لأن الاتحاد السوفيتي كان لديه قوة شرطة أكبر وكان معدل تعاطي المخدرات منخفضًا. كان الفساد في شكل رشوة شائعًا، ويرجع ذلك أساسًا إلى ندرة السلع والخدمات في السوق المفتوحة.

## أيديولوجيا
تأثر علم الجريمة السوفييتي بشكل كبير بأعمال المدعي الستاليني أندريه فيشنسكي الذي أدخل عددًا من الإجراءات في قانون العقوبات وممارسات التحقيق التي كانت غير عادية في الأنظمة القانونية الأخرى. كان يجب أن يُنظر إلى القانون ليس كوسيلة لتحديد الذنب الفردي ولكن بشكل ديالكتيكي وكجزء من الصراع الطبقي الأوسع. بناءً على هذه الفرضية، يمكن إدانة الناس حتى مع عدم وجود جريمة فعلية ولكن إذا كانوا ينتمون فقط إلى طبقة برجوازية محددة بشكل غامض أو إذا كانت قناعتهم ستكون مفيدة بشكل عام للحركة الثورية.
بصرف النظر عن هذه الممارسة القضائية، احتوى قانون العقوبات لاتحاد الجمهوريات الاشتراكية السوفياتية على عدد من الجرائم المحددة للغاية المصنفة عمومًا على أنها «معادية للثورة», مثل الاتصالات مع الأجانب أو أي نوع آخر من المعارضة أو النقد للحزب الشيوعي. أدرجت المادة 70 «دعاية مناهضة للسوفييت». المادة 83 - «مغادرة الاتحاد السوفياتي بشكل غير قانوني». تعاقب المادة 190-1 على النشر «الشفهي» لبيانات «كاذبة عن علم» وتشويه سمعة الاتحاد السوفياتي أو هيكله الاجتماعي.

## عقاب
في عام 1989 كان لدى الاتحاد السوفيتي عدد قليل من السجون. حوالي 99٪ من المجرمين المدانين قضوا مدة عقوبتهم في معسكرات العمل، تحت إشراف المديرية الرئيسية لمعسكرات العمل الإصلاحية التي كانت تحت إشراف وزارة العدل. كان للمخيمات أربعة أنظمة متصاعدة الشدة. في معسكرات النظام المتشدد، كان النزلاء يعملون في أصعب الوظائف، وعادة ما تكون في الهواء الطلق، ويتلقون حصصًا غذائية ضئيلة. كانت الوظائف أقل تطلباً وحصص الإعاشة أفضل في المخيمات ذات الأنظمة المعتدلة. اعتبرت السلطات السوفيتية أن نظام العمل التصحيحي ناجح من حيث أن معدل العودة إلى الإجرام كان منخفضًا للغاية. ومع ذلك، فإن السجون ومعسكرات العمل، من وجهة نظر السجناء السابقين والمراقبين الغربيين، كانت سيئة السمعة لظروفها القاسية، والمعاملة التعسفية والسادية للسجناء، والانتهاكات الصارخة لحقوق الإنسان. وفي عام 1989, كان هناك تشريع جديد يركز على إعادة التأهيل بدلاً من العقاب، وقد تمت صياغته من أجل «إضفاء الطابع الإنساني» على النظام الخاص. ومع ذلك، في عام 1989 لم تتغير ظروف العديد من السجناء إلا قليلاً. 
كان نقل المجرمين الصغار خارج المدن الكبيرة أيضًا ممارسة شائعة جدًا لإدارة الجريمة.

### عقوبة الإعدام
تم تطبيق عقوبة الإعدام، التي نُفذت بالرصاص، في الاتحاد السوفيتي فقط في حالات الخيانة والتجسس والإرهاب والتخريب وأنواع معينة من القتل والسرقة على نطاق واسع لممتلكات الدولة من قبل المسؤولين. خلاف ذلك، كانت العقوبة القصوى للجاني الأول خمسة عشر عامًا. سُمح بالإفراج المشروط في بعض الحالات بعد إتمام نصف مدة العقوبة، كما أدى العفو الدوري في بعض الأحيان إلى الإفراج المبكر.

## انهيار الاتحاد السوفيتي
قرب انهيار الاتحاد السوفيتي وبعده، تحركت إحصاءات الجريمة بشكل حاد ومنتظم إلى الأعلى. من عام 1991 إلى عام 1992, أظهر عدد الجرائم المبلغ عنها رسميًا ومعدل الجريمة الإجمالي لكل منهما زيادة بنسبة 27 في المائة؛ تضاعف معدل الجريمة تقريبًا بين عامي 1985 و 1992. بحلول أوائل التسعينيات، شكلت أعمال السرقة والسطو وغيرها من الأعمال ضد الممتلكات حوالي ثلثي جميع الجرائم في روسيا. غير أن ما يثير قلق المواطنين بشكل خاص هو النمو السريع لجرائم العنف، بما في ذلك جرائم القتل البشعة.
أُلغيت في عام 1993 أجزاء كبيرة من قانون العقوبات تتعلق بجرائم مثل التجارة الخاصة (المادة 154) وانتقاد الحزب الشيوعي والجرائم السياسية الأخرى (المادة 58).